# أندريا هوبر
أندريا هوبر هي متزحلقة سويسرية، ولدت في 9 مايو 1975 في Samedan ‏ في سويسرا.

## وصلات خارجية
- اندريا هوبر على موقع الاتحاد الدولي للتزلج (التزلج الريفي) (الإنجليزية)
- اندريا هوبر على موقع اللجنة الأولمبية الدولية (الإنجليزية)
- اندريا هوبر على موقع أوليمبيديا (الإنجليزية)